# Liste der Monuments historiques in Guran
Die Liste der Monuments historiques in Guran (Haute-Garonne) führt die Monuments historiques in der französischen Gemeinde Guran auf.

## Liste der Bauwerke
| Bezeichnung | Beschreibung              | Standort | Kennzeichnung | Schutzstatus | Datum | Bild |
| ----------- | ------------------------- | -------- | ------------- | ------------ | ----- | ---- |
| Schloss     | Erbaut im 17. Jahrhundert | (Lage)   | PA00094353    | Inscrit      | 1977  |      |

## Liste der Objekte
- Monuments historiques (Objekte) in Guran (Haute-Garonne) in der Base Palissy des französischen Kultusministeriums